# Rhodostrophia artriosa
Rhodostrophia artriosa là một loài bướm đêm trong họ Geometridae.